# Intermetamorphose
Die Intermetamorphose ist eine seltene Form  der  wahnhaften Missidentifikation, bei der Betroffene wahnhaft davon überzeugt sind, dass sich eine Person im Sinne einer Metamorphose bzw. Transformation physisch und psychisch in eine andere Person verwandelt habe. Gegenstand des Wahns können neben Menschen auch Tiere oder Gegenstände sein.

## Geschichte
Das Phänomen der Intermetamorphose wurde erstmals 1932 in Frankreich beschrieben. Erst 46 Jahre später veröffentlichte Christodoulou (1978) einen zweiten klinischen Fall. Bis zum Jahr 1990 erschienen insgesamt vier weitere Kasuistiken über das Krankheitsbild (Young et al. 1990). Grund für die geringe Anzahl beschriebener Fälle scheint zum einen die geringe Inzidenzrate zu sein, zum anderen ist anzunehmen, dass die spezielle Symptomatik klinisch nur unzureichend erkannt wird.